# Volkmar Schultz
Volkmar Schultz (* 10. August 1938 in Böken, Kreis Schwerin (Mecklenburg)) ist ein deutscher Politiker der SPD.

## Ausbildung und Beruf
Volkmar Schultz besuchte das Gymnasium, das er 1958 mit dem Abitur beendete. Von 1958 bis 1963 studierte er Geschichte und Anglistik an den Universitäten Göttingen und Köln. Ab 1963 ging er einer journalistischen Tätigkeit nach. 1971 wurde er Leiter des Presseamtes der Stadt Porz, 1975 stellvertretender Leiter des Presseamtes der Stadt Köln.
Schultz ist verheiratet und Vater von zwei Kindern.

## Partei
Volkmar Schultz ist seit 1965 Mitglied der SPD. Von 1979 bis 1991 war er Mitglied des Unterbezirks-Vorstandes Köln und von 1979 bis 1985 Ortsvereinsvorsitzender. Delegierter des Landesparteitags wurde er 1979. Er ist seit 1970 Mitglied der Gewerkschaft Öffentliche Dienste, Transport und Verkehr. Schultz war stellvertretender Vorsitzender der Arbeiterwohlfahrt, Kreisverband Köln.

## Abgeordneter
Volkmar Schultz war vom 29. Mai 1980 bis zum 30. November 1994 direkt gewähltes Mitglied des 9. 10. und 11. Landtags von Nordrhein-Westfalen für den Wahlkreis 014 Köln II.

Er fungierte von 1987 bis 1994 als stellvertretender Fraktionsvorsitzender der Landtagsfraktion. Vorsitzender des Ausschusses für Städtebau und Wohnungswesen war Schultz von April 1991 bis November 1994.
Am 30. November 1994 schied Volkmar Schultz aus dem Landtag aus, um sein Bundestagsmandat anzutreten. Er war bis zum Oktober 2002 Mitglied des 13. und 14. Deutschen Bundestages.
Im Bundestag war er ordentliches Mitglied im Ausschuss für Raumordnung, Bauwesen und Städtebau und stellvertretendes Mitglied im Auswärtigen Ausschuss. Schultz war auch Mitglied in deutsch-amerikanischen Vereinigungen, u. a. "Partnerschaft der Parlamente".